# Windmühle Wedehorn
Die Windmühle Wedehorn in Bassum-Wedehorn, südwestlich vom Ortsrand am Gödderner Weg, wurde ab 1878 gebaut. Seit 1987 wird das Gebäude als Wohnung genutzt.
Das Gebäude ist ein Baudenkmal in Bassum.

## Geschichte
Die Galerieholländer-Windmühle mit einem dreigeschossigen 15 Meter hohen, teils verklinkerten und teils verputzten Unterbau, der Galerie, dem massiven verputzten Oberbau und der Kappe mit Jalousieflügeln (Durchmesser um 21 m) und Windrose wurde ab 1878 für Wilhelm und Anna Röbe (Schild) gebaut, als Ergänzung ihres landwirtschaftlichen Betriebes. Die Mühle besaß drei Mahlgänge: zwei Schrotgänge für die Futterherstellung und einen Feinmehlgang (Französischer Süßwasserquarz) für Backmehl. Eine Sägerei wurde zudem von der Mühle betrieben. Vor der Elektrifizierung des Ortes Anfang der 1930er Jahre wurde der Ort von der Mühle aus mit Strom versorgt. In einem Schuppen befanden sich Batterien und ein Gasmotor.
Bis 1959 wurde die Mühle mit Wind betrieben. Von 1971 bis 1981 stand die Mühle leer. Die Galerie aus Eiche musste 1972 baufällig abgerissen werden. Das Dach der Kappe war teilweise offen, mit der Folge von Wasserschäden im Inneren. Der Schuppen war stark geschädigt.
1981 wurde die Mühlenruine von der bisherigen Eigentümerin vom Ehepaar Johanna und Detlev Block erworben. Nach den Bausicherungsmaßnahmen wie u. a. Notdach, Abbau der Mahlsteine und Mahlgänge sowie der Kappe, folgte ab 1982 die Sanierung der Mühle auch mit Fördermitteln von Stadt und Land. Die Galerie wurde erneuert. Ein Ringanker aus Beton stabilisiert die Konstruktion. Oberhalb des Königsrades ist die Mühle im Original erhalten bzw. wiederhergestellt. 1987 wurde die Kappe saniert, wobei viele Teile ersetzt werden mussten (u. a. Windbalken, Mittelstich, Querstrebe, Windrose aus Stahl, Flügelwellenlagerung). Seit 1987 wohnt die Familie in dem Gebäude. 2000 erhielt die Mühle gebrauchte Segelgatterflügel aus Pitch Pine. 2016 wurden die Flügel, nun aus Stahl und Holz, ersetzt.
Die Mühle ist die Station 7 der Niedersächsischen Mühlenstraße / Region zwischen Weser und Hunte.